# Aux sources du terrorisme
Aux sources du terrorisme : De la petite guerre aux attentats-suicides est un essai d'Hélène L'Heuillet paru chez Fayard en 2009. 
Dans cette réflexion philosophique, l'auteure fait référence à Freud avant de questionner Clausewitz, Schopenhauer, Nietzsche, le nihilisme et Boris Savinkov ou la démocratie pour dresser une généalogie du terrorisme. Estimant que « le terrorisme est une modalité de la guerre qui résulte d'un choix délibéré », l'auteure conclut que « l'idée que le terrorisme serait l'« arme des faibles » est déjà non-démocratique et commet l'erreur de transposer dans la réalité ce qui n'est que rhétorique politique »

## Réception critique
La Quinzaine littéraire parle de « entreprise théorique ambitieuse, indispensable pour s’éveiller d’un sommeil dogmatique peuplé de clichés », Défense et Sécurité internationale d'« éclairage précieux ».